# August Benischke
August Benischke (* 20. Dezember 1938 in Bärn, Tschechoslowakei; † 14. Mai 2010) war ein Brigadegeneral des Heeres der Bundeswehr.

## Leben

### Ausbildung und erste Verwendungen
Benischke wurde 1946 nach Eschwege ausgesiedelt und absolvierte dort 1959 das Abitur. Am 6. April 1959 trat er beim Panzergrenadierbataillon 133 in der Sixt-von-Armin-Kaserne in Wetzlar in die Bundeswehr ein und durchlief zunächst die Ausbildung zum Reserveoffizier, später zum Berufsoffizier. Von 1963 bis 1669 war er Zugführer, S2 (Militärisches Nachrichtenwesen), S1 (Personal) und Kompaniechef im Panzergrenadierbataillon 53 in der Georg-Friedrich-Kaserne in Fritzlar. 1970 wurde er S2 der Panzergrenadierbrigade 5 in der Dörnberg-Kaserne in Homberg/Efze.

### Dienst als Stabsoffizier
Von 1970 bis 1972 absolvierte Benischke im 13. Generalstabslehrgang Heer an der Führungsakademie der Bundeswehr in Hamburg die Ausbildung zum Offizier im Generalstabsdienst. 1973 nahm er am 7. Army Staff Course in Camberley, Vereinigtes Königreich, teil. Von 1974 bis 1977 war er Stabsoffizier G3 im Hauptquartier Northern Army Group der NATO in Mönchengladbach und in der Panzerbrigade 30 in der Reinhardt-Kaserne in Ellwangen. Von 1977 bis 1979 war er Bataillonskommandeur des Panzergrenadierbataillons 72 in der Röttiger-Kaserne in Hamburg und von 1979 bis 1983 Dozent für Truppenführung und Tutor sowie Chef des Akademiestabs der Führungsakademie der Bundeswehr in Hamburg. Von 1983 bis 1985 war er Gruppenleiter I 1 im Heeresamt in der Konrad-Adenauer-Kaserne in Köln.

### Dienst als General
1985 wurde Benischke Brigadekommandeur der Heimatschutzbrigade 54 in der Jägerkaserne in Trier. Ab Dezember 1990 war er stellvertretender Befehlshaber und Kommandeur der Territorialen Truppen im Divisions-/Wehrbereich VII in der Theodor-Körner-Kaserne in Leipzig. In seiner letzten Verwendung war er ab April 1994 Stellvertretender Befehlshaber und Kommandeur Wehrbereichskommando IV/5. Panzerdivision in Mainz. Mit Ablauf des März 1999 trat er in den Ruhestand.

## Privates
Benischke war verheiratet, römisch-katholisch und hatte einen Sohn sowie eine Tochter.